# Siedlinghausen

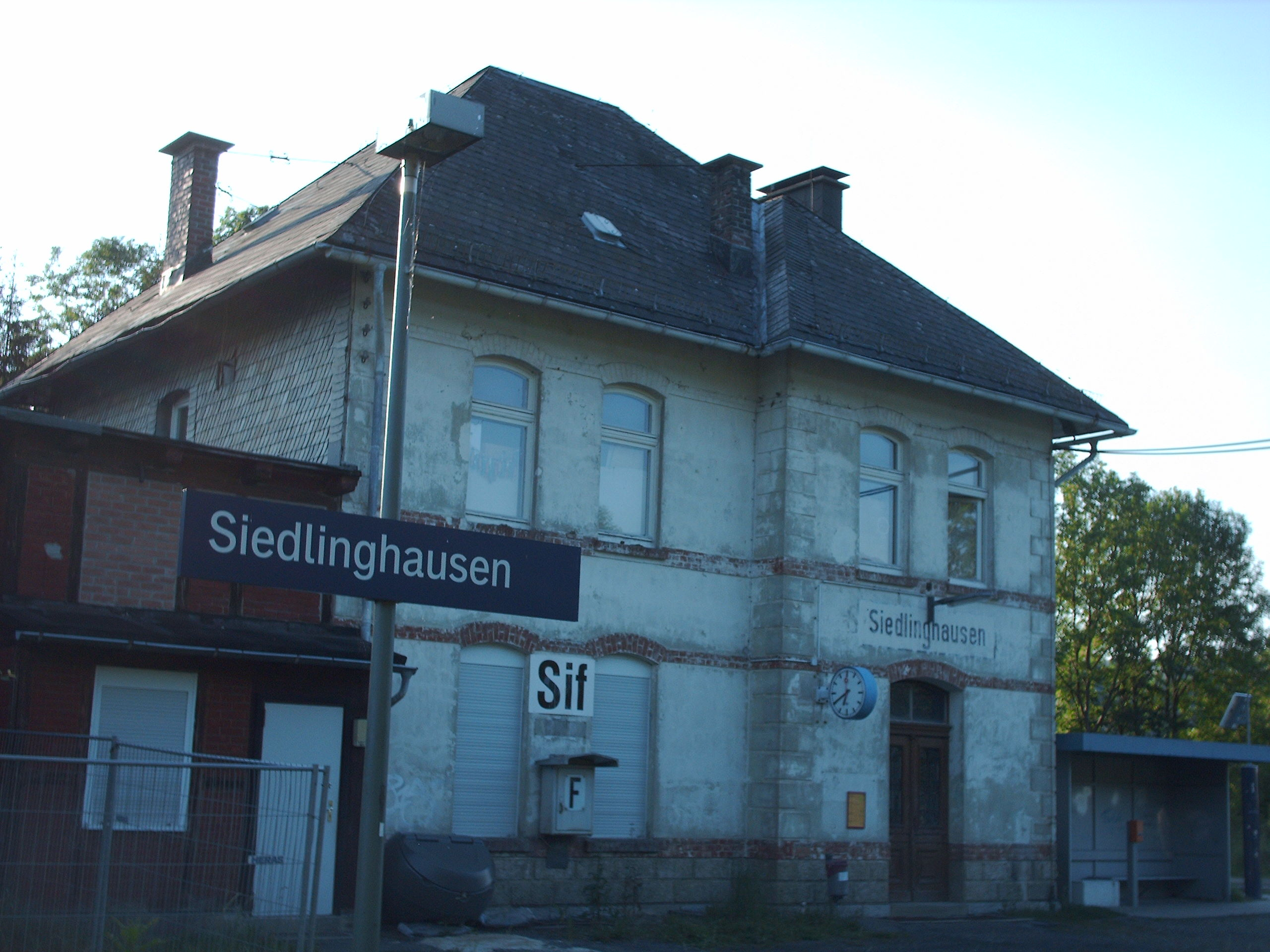
Bahnhof Siedlinghausen

Siedlinghausen ist ein im Rothaargebirge gelegener Stadtteil von Winterberg im Hochsauerlandkreis, Nordrhein-Westfalen (Deutschland). In Siedlinghausen leben rund 1900 Einwohner.

## Geographische Lage
Siedlinghausen liegt im Nordteil des Rothaargebirges am Nordrand vom Naturpark Sauerland-Rothaargebirge. Es befindet sich etwa 7,5 km (Luftlinie) nordwestlich der Kernstadt von Winterberg im Tal des Flusses Neger, in den im Dorf der Bach Namenlose (Lamelofe) mündet; in letztere mündet beim in Richtung des Dorfs Silbach gelegenen Siedlinghausener Gewerbegebiet Burmecke die Burmecke.
Die Ortschaft befindet sich zwischen diesen Bergen – mit Höhen in Meter (m) über Normalhöhennull (NHN): Kahlenberg (733 m; im Nordnordosten), Eggenberg (690,8 m; im Nordosten), Hoher Hagen (729 m; im Osten), Iberg (703,7 m; mit Bergsee; im Südosten), Meisterstein (636,4 m; mit Bergsee; im Süden), Käppelchen (563,2 m; im Westen), Krähenstein (557 m; im Westen) und Lüttenberge (597,2 m; im Nordwesten). Der tiefste Punkt der Gemarkung Siedlinghausen befindet sich im Negertal an der Grenze zu Brunskappel mit 414,5 m.

## Geschichte
Siedlinghausen entstand um 900. Erstmals erwähnt wurde es 1314 im Güterverzeichnis des Klosters Meschede.
Im 15. Jahrhundert wurde das in der Nähe gelegene Dorf Negerkirchen zur Wüstung.
1548 gehörte das Dorf „Sidlinghausen“ zur Freigrafschaft Grönebach, die die Herren von Gaugreben vom Landgrafen von Hessen zu Lehen hatten. Zu dieser Zeit gehörte das Dorf zum Amt Medebach und damit zum Herzogtum Westfalen.
1802 fiel der Ort mit dem Herzogtum Westfalen an die Landgrafschaft Hessen-Darmstadt. Ab 1816 gehörte Siedlinghausen zu Preußen. Zuerst wurde es dem Kreis Medebach, danach dem Kreis Brilon zugeordnet. Hierin war es Bestandteil des Amtes Bigge.
1864 hatte der Ort etwa 900 Einwohner. Bis 1871 sank ihre Zahl bis auf 785, um bis 1939 auf 1316 anzusteigen. Durch die zahlreichen Flüchtlinge nach 1945 stieg die Einwohnerzahl bis 1950 auf 2121, um bis 1966 wieder auf 1948 Personen abzusinken.
Am 30. März 1945 marschierten Truppen der Wehrmacht durchs Dorf Richtung Winterberg. Nur einige Soldaten quartierten sich im Dorf ein. Die deutschen Truppen und deren Ausrüstung befand sich in erbärmlichen Zustand. Am 1. April mussten aus dem Dorf sieben Pferdefuhrwerke gestellt werden um Soldaten nach Küstelberg zu bringen. In Küstelberg mussten die Fuhrwerke der Wehrmacht überlassen werden. Im Dorf fuhr deutsche Artillerie auf. In den Geschäften und aus Großlagern verteilte man Lebensmittel. Im Jagdschloss und in einer Gastwirtschaft quartierte sich ein Generalstab ein. Der Gauverteidigungskommissar Bertram erschien und erklärte sich zum Ortskommandanten. Der Volkssturm in Siedlinghausen wurde aufgerufen und das Standrecht verhängt. Ein Teil des Volkssturms wurde nach Olsberg geschickt. Der Rest bewachte die bereits früher aus Bäumen gebauten Panzersperren.
Am 4. April begannen die US-Truppen das Dorf zu beschießen. Ein Volkssturmmann wurde durch einen Granatsplitter an der Panzersperre auf der Insel getötet. Am nächsten Tage wurde der Beschuss noch stärker. Am Morgen des 6. April kamen US-Truppen aus Osten durch den Wald ins Dorf. Es kam nur zu einem kurzen Kampf. Die US-Truppen nahmen etwa 250 Deutsche gefangen. Kurz vor dem Einmarsch wurde noch ein Zivilist durch einen Granatsplitter getötet. Ein deutscher Königstiger, der kurz vorher aus dem Ort abgefahren war, nahm vom Steinklev das Dorf unter Feuer. Ein Haus wurde so getroffen, dass es abbrannte. US-Geschütze wurden aufgefahren und vertrieben den deutschen Panzer und nahmen dann Altenfeld und Elpe unter Feuer. Bei dem Beschuss blieb kein Haus im Dorf ohne Schäden. Alle arbeitsfähigen Männer aus dem Dorf mussten die Straßen im Dorf räumen. Probleme bereitete die Nahrungsversorgung der einheimischen Bevölkerung, aus dem Ruhrgebiete Evakuierter und der Fremdarbeiter.
In der Umgebung des Dorfes wurden 14 gefallene Deutsche geborgen und auf dem Friedhof begraben. Bei einzelnstehenden Höfen und Häuser kam es zu Überfällen durch ehemalige Fremdarbeiter. Im Dorf durfte ein mit Schlagwaffen ausgerüsteter Selbstschutz aufgestellt werden. Der Selbstschutz verhinderte weitere Übergriffe in der Gemeinde. Bis zum Sommer versorgte die Bevölkerung heimlich deutsche Soldaten, welche sich in den Wäldern versteckten und meist nachts ins Dorf kamen.
Im Zweiten Weltkrieg (1939–1945) fielen 91 Männer aus dem Dorf als Soldaten, davon die meisten an der Ostfront, oder starben in Gefangenschaft.
Am 1. Januar 1975 wurde das Dorf in die Stadt Winterberg eingegliedert.

## Kultur und Sehenswürdigkeiten

### Bauwerke

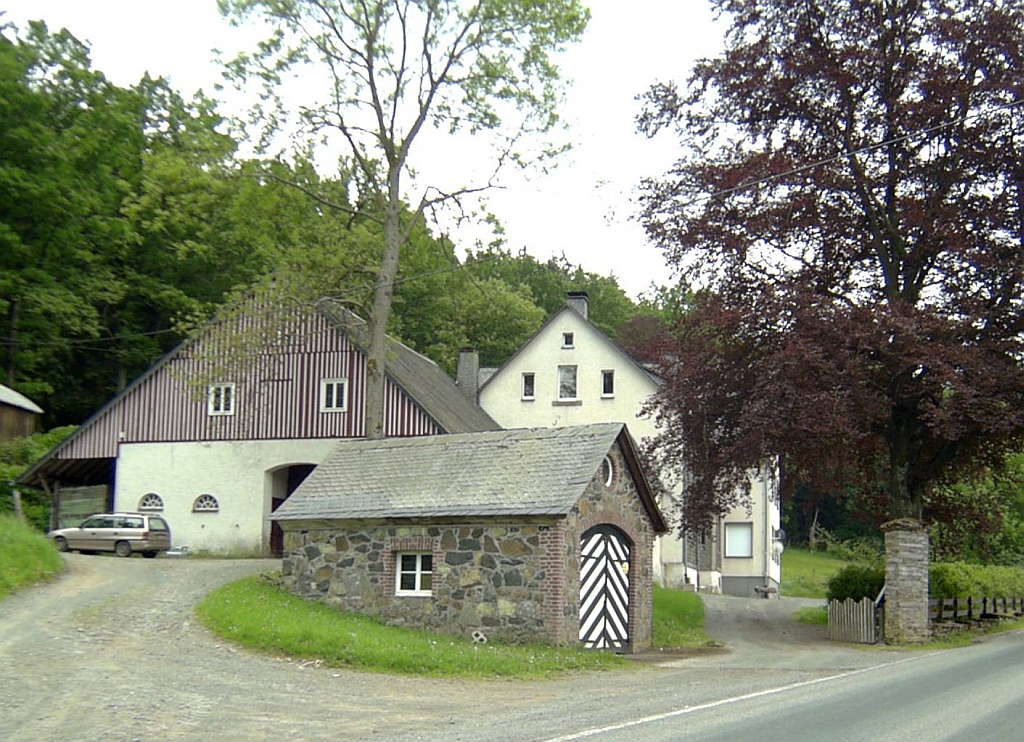
Ehemaliges Jagdschloss Siedlinghausen

1858 baute Freiherr von Fürstenberg das Jagdschloss Siedlinghausen. Siedlinghausen hat viele Wanderwege und schöne Aussichtspunkte. Im Dorf gibt es ein Hallen- und Freibad, einen Tennisplatz und einen Sportplatz. Von der alten Kirche, die 1893 erbaut wurde, ist der Turm erhalten geblieben und mit der 1981 eingeweihten Pfarrkirche St.-Johannes-Evangelist durch ein Schutzdach verbunden. Der Ort gewann 1975 beim Wettbewerb Unser Dorf soll schöner werden die Silbermedaille des Landes Nordrhein-Westfalen.
Die St.-Johannes-Schützenhalle wurde 1905 erbaut und steht seit 2000 unter Denkmalschutz.

### Naturdenkmäler

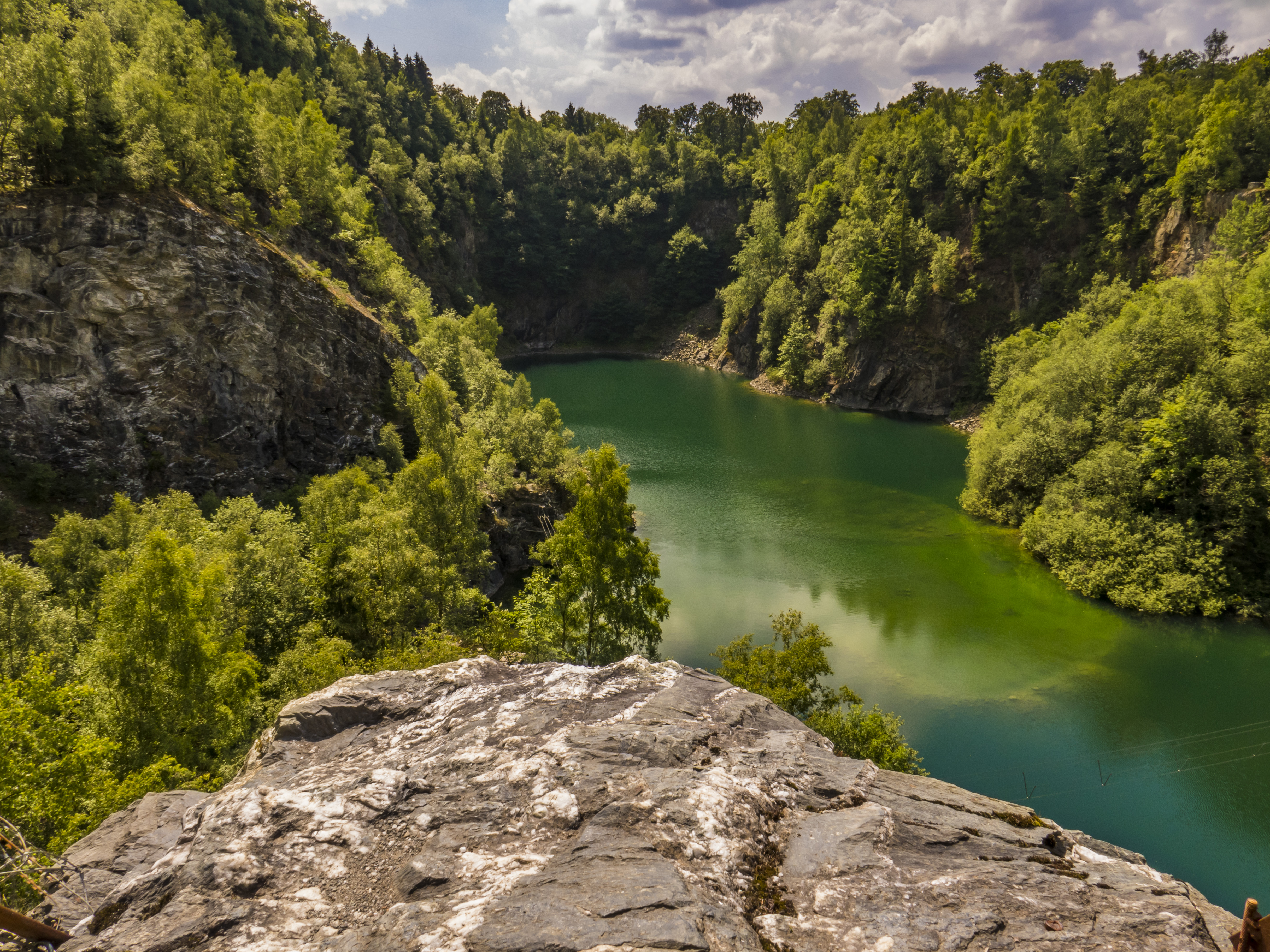
Bergsee des Meistersteins

Ein sehr markantes Überbleibsel des Diabasabbaus ist der Bergsee des Meistersteins. In diesem ehemaligen Diabasbruch hat sich allein durch Regenwasser ein 7 bis 9 m tiefer See gebildet. Heute werden der See zum Tauchen und die Steilwände zum Bergklettern genutzt.

### Regelmäßige Veranstaltungen
- Schützenfest am dritten Wochenende im Juli
- Sommerfest des Löschzuges am dritten Wochenende im August
- Anfang September startet auf der Sorpestraße seit 1994 das mittlerweile legendäre Hobby-Radrennen Bildchen-Sprint. Dieses Bergzeitfahren führt hinauf zum sogenannten Bildchen, über 7,4 km und 220 Höhenmeter.
- Oktoberfest am ersten Wochenende im Oktober

## Wirtschaft und Infrastruktur
Noch vor dem 16. Jahrhundert bis in die 1980er Jahre wurde hier Schiefer abgebaut. Siedlinghausen gehört zum Fredeburger Revier. Seit dem 16. Jahrhundert lässt sich im Dorf Eisenindustrie nachweisen. Dazu zählten Schmelzhütten, Eisenhämmer und Schmieden. Insbesondere fertigte man Sensen und Sicheln. Heute leben die Einwohner vom Tourismus, Landwirtschaft und Produktionen in mittelständischen Betrieben.

## Verkehr
In Siedlinghausen kreuzen sich die Landesstraßen L 740, die von Winterberg im Südosten durch Silbach und Siedlinghausen nach Altenfeld im Westen verläuft, und L 742, die von Rehsiepen im Südwesten vorbei am Jagdschloss Siedlinghausen und durch Siedlinghausen nach Brunskappel führt.
Hindurch führt die Bahnstrecke Nuttlar–Winterberg mit dem Bahnhof Siedlinghausen. Der dieselbetriebene RE 57 fährt unter der Woche alle zwei Stunden bis nach Dortmund. Am Wochenende wird das Fahrplanangebot wegen des Tourismus in Winterberg auf einen Stundentakt verdichtet.
| Linie | Verlauf | Takt                                                                            |
| ----- | --- | ------------------------------------------------------------------------------- |
| RE 57 | Dortmund-Sauerland-Express: Dortmund Hbf – Dortmund-Hörde – Fröndenberg – Wickede (Ruhr) – Neheim-Hüsten – Arnsberg (Westf) – Oeventrop – Freienohl – Meschede – Bestwig – Bigge – Siedlinghausen – Silbach – Winterberg (Westf) Stand: Fahrplanwechsel Dezember 2024 | 120 min (wochentags) 60 min (Wochenenden/Feiertage/Juni – September wochentags) |

Zwei Buslinien verkehren durch das Dorf. Der Schnellbus „S50“ (Olsberg-Brunskappel-Siedlinghausen-Silbach-Winterberg-Züschen-Hallenberg), fährt wochentags und bis zum Samstagnachmittag stündlich. Sonntags verkehrt die Hauptlinie viermal in jede Richtung.
Des Weiteren gibt es eine Linie „349“ (Siedlinghausen -teilweise Siedlinghausen, Schule- Heindrichsdorf-Wasserfall-Fort Fun-Andreasberg-Elpe-Bigge-Olsberg), welche keinen regelmäßigen Takt hat. Ihre Abfahrtszeiten richten sich überwiegend nach dem Schülerverkehr. Nur unter der Woche kommt diese Linie als Bus; Samstags gibt es drei Fahrten, welche als TaxiBus mit telefonischer Anmeldung ausgelegt sind.

## Söhne und Töchter des Ortes
- August Günther (1909–1989), Landrat und Oberkreisdirektor des Landkreises Soest
- Albert Meister (1895–1942), Politiker der NSDAP, Landtags- und Reichstagsabgeordneter sowie Oberbürgermeister der Stadt Herne, Bundesführer des Deutschen Sängerbundes
- Eugen Senge-Platten (1890–1972), Künstler, Maler und Bildhauer

## Sonstiges
- Der Arzt Franz Schranz (1894–1961) initiierte einen privaten Gesprächszirkel („Siedlinghauser Kreis“), in dem sich bekannte Intellektuelle einfanden.